# Vzorec pro vraždu
Vzorec pro vraždu (v anglickém originále Murder by Numbers) je americký kriminální film z roku 2002. Natočil jej režisér Barbet Schroeder. Psychologický thriller je volně inspirovaný skutečným případem chicagských mladíků Richarda Loeba a Nathana Leopolda, kteří v roce 1924 zavraždili 13letého Bobbyho Frankse. Tentýž případ naposled v roce 1992 zpracoval z homoerotického hlediska nezávislý nízkorozpočtový černobílý snímek Swoon režiséra Toma Kalina. Ve Vzorci pro vraždu hrají ústřední dvojici zločinců se složitým vzájemným vztahem Ryan Gosling a Michael Pitt, dvojici policejních vyšetřovatelů/parťáků pak Sandra Bullock a Ben Chaplin.
Společnost Warner Bros film uvedla do amerických kin od 19. dubna 2002. Dne 24. května 2002 byl uveden – mimo soutěž – i na festivalu v Cannes. Českou kinopremiéru měl 25. července 2002. Od prosince téhož roku byl snímek pod značkou Warner Home Video uveden do videopůjčoven a od dubna roku následujícího do prodeje na VHS i DVD.

## Děj
Richard Haywood a Justin Pendleton (Ryan Gosling, resp. Michael Pitt) jsou nadmíru inteligentní středoškoláci fascinovaní možností prokázat svou nadřazenost uskutečněním dokonalé vraždy. Zabijí zcela náhodně vybranou ženu a záměrně vytvoří stopy vedoucí k jinému pachateli. Jeho pak také zabijí a zinscenují tak, aby to vypadalo jako sebevražda. 
Po objevení mrtvého těla v lese se vyšetřování ujme Cassie Mayweatherová (Sandra Bullock) se svým novým parťákem Samem Kennedym (Ben Chaplin). Zatímco on se striktně drží postupů a příruček, Cassie dá více na instinkt, a tak se nenechá zcela oklamat narafičenými stopami.
Zatímco Justin je nedoceněný samotář, Richard je sebevědomý a manipulativní synek z bohaté a vlivné rodiny, vyšetřování zpovzdálí bedlivě sleduje a Mayweatherové klade překážky i nepřímo prostřednictvím jejího nadřízeného (R. D. Call), který nechce bez jednoznačných důkazů podnikat žádné kroky vedoucí k jeho obvinění.
Vyvíjí se ovšem vztahy v obou dvojicích. Cassie, stíhaná přízraky své minulosti, svede svého parťáka Sama, ale chová se k němu ambivalentně, takže to mezi nimi začne skřípat. Zároveň se příliš emočně angažuje v případu, takže jí ho šéf odebere a předá Kennedymu. Také mezi kluky roste napětí, když si Justin čím dál více uvědomuje manipulativní přístup Richarda.
V důkladně promyšleném vražedném plánu přece jen došlo k chybě, když se Justinovi udělalo nevolno a policejní laboratoř odhalí dodatečné stopy, na jejichž základě se podaří Mayweatherové vymoci jejich zadržení k výslechu. Oběma vyšetřovatelům se už téměř podaří dotlačit je k přiznání, když přichází právník Richardova otce, aby zařídil jejich propuštění. Rozkol mezi kamarády však už klíčí a nakonec vede k sebedestrukci.

## Obsazení
| Sandra Bullock | Cassie Mayweatherová / Jessica Marie Hudsonová |
| Ben Chaplin    | Sam Kennedy                                    |
| Ryan Gosling   | Richard Haywood                                |
| Michael Pitt   | Justin Pendleton                               |
| Agnes Bruckner | Lisa Millsová                                  |
| Chris Penn     | Ray Feathers                                   |
| R. D. Call     | kapitán Rod Cody                               |
| Tom Verica     | Al Swanson, zástupce okresního prokurátora     |

## Přijetí
Film s rozpočtem kolem 50 milionů dolarů vydělal na domácích tržbách za první víkend 9,3 milionu, což mu vyneslo třetí místo v návštěvnosti, hluboko za rovněž premiérovaným dobrodružným Králem Škorpionem s 36 miliony a za reprízovaným dramatem Incident s 11 miliony dolarů. Celkově utržil na domácím americkém trhu necelých 30 milionů dolarů a dalších 24,8 milionu v zahraničí. Brandon Gray z Box Office Mojo přičítal slabší nástup jednak špatné marketingové kampani společnosti Warner Bros. a jednak možnému přesycení filmy téhož žánru: v předchozích třech týdnech měly premiéru Fincherův Úkryt (Panic Room), Těžký zločin s Morganem Freemanem, už zmíněný Incident či Lovec démonů.
Ze 125 recenzí agregátoru Rotten Tomatoes jen 31 % film hodnotilo kladně, s průměrným ratingem 5,3 bodů z deseti. Z více než 61 tisíc uživatelů jej kladně ohodnotilo 49 %. Na serveru Metacritic snímek získal z 35 recenzí výsledných 50 %.